# 豊平橋
豊平橋（とよひらばし）は、北海道札幌市中央区 - 豊平区の豊平川に架かる橋。日本百名橋に選定されている。
札幌市の主要幹線道路の1つである国道36号（月寒通）の橋であり、交通量が多い。2002年（平成14年）の24時間平均交通量は63,800台となっている。
豊平川の洪水によって幾度も架け替えられている。
「豊平」の地名はアイヌ語の「トゥイエ・ピラ」（くずれた崖）が由来となっており、豊平橋付近にくずれた崖があったことから名づけられた。

## 主要諸元
|          | 旧豊平橋（1924年架設）                      | 現在の豊平橋（1966年架設当時） |
| -------- | ------------------------------------------- | ------------------------------ |
| 橋長     | 120.7 m                                     | 132.2 m                        |
| 支間割   | 3×39.0 m                                    | (40.8 m+49.6 m+40.8 m)         |
| 幅員     | 18.29 m                                     | 27 m                           |
| 型式     | ブレースト・リブ・タイド・アーチ橋（3径間） | 3径間連続鋼箱桁橋              |
| 車道     | 12.81 m （車道+軌道：2×3.66 m+5.49 m）      | 19.14 m                        |
| 歩道     | 2×2.74 m                                    | 2×3.93 m                       |
| 面積     | 2207.6 m2                                   | 3569.4 m2                      |
| 鋼材重量 | 979 t                                       | 896 t                          |

## 歴史

### 渡船と丸木橋の時代

1872年（明治5年）の豊平橋。川の中には鮭を取る網が張られており、岸辺には吉田茂八の家が見える。

石狩川支流の豊平川は札幌市街地を流れる1本の大きな川であるが、かつては何本も枝分かれして分流合流が激しく大雨や雪解けの度に洪水を起こす川であった。
1857年（安政4年）、石狩調役として幕府より派遣された荒井金助は、札幌越新道（銭函 - 豊平 - 千歳）を横切る豊平川右岸に志村鐵一、左岸に吉田茂八を渡し守として置いた。
1871年（明治4年）4月、豊平川に最初の橋が架けられた。ただし渡船場付近の4つの分流のうち、西側の派流に2連の丸木橋が架けられただけで、東の本流と側流は依然として船で渡る必要があった。しかも雪解けで川が増水する時季であったため、1か月足らずで橋は流されてしまった。以後も橋が流失するたびに架け替えることになり、恒久的な橋の架設が望まれるようになった。
1873年（明治6年）には豊平橋から室蘭まで札幌本道（室蘭街道）が開通し、豊平川東側の本流に3連の丸木橋が架けられて渡船の歴史に終止符が打たれた。

### 木造トラス橋の時代
1875年（明治8年）12月、アメリカ人技師のN・W・ホルト設計による日本国内初の洋式橋梁「木造トラス橋」が、208フィート（約62.4 m）と106フィート（約31.8 m）の大小2連形式で完成した。ホルトが開拓使に提出した報告書 "Report of the Toyohira river brigde of Sapporo Yesso" によると、当初の設計に基づく大橋のトラス長は165フィート（約49.5 m）であり、6月の時点ではその大きさに合わせた木材の切り出しまで終わっていたのだが、工事の視察に訪れた黒田清隆開拓長官が大橋の支間長を広くするように要請した。ホルトは既に進行していた作業を無駄にしないように構想を練り、鉛直部材に錬鉄材を用いた木鉄混合の「ハウ・トラス」形式を導入するとともに、新規設計による木造補剛アーチを増設することで大橋の伸長に対応した。しかしこれほど手を尽くした橋も、1年半後の1877年（明治10年）5月に洪水で流されてしまった。
札幌農学校の2代目教頭であり土木技術者でもあったウィリアム・ホイーラーは、落橋の原因を考察した末に、土堤を築き川の本流と支流を1本に合わせれば大小2連橋にする必要はないとの考えにいたり、ホルトの設計に改良を加えた。1878年（明治11年）10月、木鉄混合バー・トラス構造の大橋が架けられた。いまだ原始林の広がる札幌に高度な技術の成果である橋梁が威容を現す光景は、1880年（明治13年）の『北門時事』に「豊平川に於ては、縹緲霓虹の如く宏壮無比の釣橋を見ては、札幌第一の大観である」と評された。
1888年（明治21年）には「木造ハウ・トラス」に架け替えられたが、それもまた流されるという繰り返しであった。

### 鉄橋の時代
1898年（明治31年）、岡崎文吉設計による初代鉄橋が完成した。この橋は橋長64.8 mのうち、36.6 mが北海道内初の錬鉄製による「プラット・トラス」として架設し、残りは依然木造ハウ・トラスのままであった。しかし1909年（明治42年）、融雪時の洪水によって橋脚の土台がえぐられ、橋は傾いた。翌1910年（明治43年）1月から復旧工事が開始したものの厳冬期の作業は遅々として進まず、本格的な工事には春の訪れを待つ必要があった。さらに6月6日、当時の札幌史上最大規模の洪水がまだ完成していない工事現場を見舞い、多数の流木が両岸の堤防もろとも仮橋脚を破壊した。仮橋が架けられたが、1913年（大正2年）8月27日の暴風雨で再び落橋している。この後も十数年に渡り、仮橋をかけて応急処理でしのぐ期間が続いた。

### 鋼橋の時代
1924年（大正13年）、東京帝国大学名誉教授で「港湾工学の父」と呼ばれた広井勇の指導の下、技師の山口敬助と技手の高橋勝衛によって設計された「ブレースト・リブ・タイド・アーチ」によるアーチ橋が、3年の歳月をかけて完成した。なお48年前、木鉄混合トラス橋の設計者であったホイーラー教頭の下で、広井は札幌農学校の生徒であり、26年前に初代鉄橋を設計した岡崎は、その数年前、札幌農学校で広井の一番弟子であった。
ブレースト・リブ・タイド・アーチは二重のアーチをトラス状に連結補強した構造であり、八ツ山橋（東京都品川区、1914年完成、1985年解体。大河戸宗治設計）に次いで日本国内で2番目の採用となっただけでなく、初めてこの構造を連続して設け、橋脚に生じる水平力を軽減したことで、御影石で外装された慎ましい橋脚が可能となるなど、画期的な橋梁であった。同年8月の竣工式には当時の内務大臣若槻礼次郎も列席、6万人の見物客が訪れたという。札幌電気軌道（現在の札幌市電）も豊平線として橋を渡っていた（1971年（昭和46年）廃止）。
この鋼橋は40年以上にわたり、札幌の街並みと調和して市民を魅了し、旭橋（旭川市）・幣舞橋（釧路市）とともに「北海道三大名橋」と称された。
戦後、経済成長とともに自動車が普及すると道路の拡張が実施され、豊平町（現在の豊平区）側の道路も27 mに拡げられた。幅員の狭い豊平橋付近で渋滞が発生したため、橋の架け替えを決定した。工事期間中の3年間は仮橋が架けられ、アーチ型の旧豊平橋解体後から1年4か月の1966年（昭和41年）に新しい豊平橋が竣工した。橋桁が一直線に川を横切るデザイン（桁橋）で、旧豊平橋で使用された御影石を再利用している。
なお、旧豊平橋は北海道開拓記念館(現･北海道博物館)に模型が造られ保存されている。